# Aarhus Badmintonklub
Aarhus Badmintonklub (AB) er en dansk badmintonklub beliggende i Aarhus. Den blev grundlagt i 1935, og har hjemsted i Aarhus Badmintonhal.

## Historie
Efter at Alfa Tofft havde studeret sprog og spillet badminton på universitetet i Montreal, vendte hun hjem til Danmark, og bosatte sig i Aarhus. Her stiftede hun i 1935 Aarhus Badmintonklub, som dermed blev den første rene badmintonklub i Jylland. Tofft brugte samme år en arv på at opføre Aarhus Badmintonhal på Dyrehavevej med C.F. Møller som arkitekt. Siden har klubben haft hjemsted i hallen.
I 2010 besluttede klubben at satse på at komme med i toppen af dansk badminton og ansatte i den forbindelse den tidligere topspiller Morten Frost som sportschef. Han forblev på denne post, til han i 2014 blev sportschef i Malaysia.
Satsningen på at nå toppen af dansk badminton blev allerede indfriet året efter Frosts tiltræden, idet AB rykkede op i Badmintonligaen, hvor klubben siden er forblevet.

## Fremtrædende spillere
- Mads Conrad-Petersen
- Line Kjærsfeldt
- Anders Antonsen